# Blaine Lake
Blaine Lake es un pueblo canadiense situado en la provincia de Saskatchewan.

## Superficie
Blaine Lake tiene una superficie de 1,86 km².

## Demografía
En 2021, tenía 509 habitantes, una densidad poblacional de 272,9 hab./km², y 296 viviendas.